# Число 23
«Число 23» (англ. The Number 23) — американський психологічний трилер 2007 року.

## Сюжет
Співробітник служби по вилову бездомних тварин Волтер Сперроу береться за читання загадкового роману «Число 23» («The Number 23»), який подарувала йому на день народження його дружина Агата. В результаті тихе і спокійне життя Волтера перетворюється на нестерпні муки, які можуть привести і його, і близьких йому людей до сумного кінця. Справа в тому, що роман, в якому розповідається про страшне вбивство, являє собою дзеркальне відображення життя самого Волтера.
Те, що відбувається з головним героєм книги, похмурим детективом Фінгерлінгом, надто вже нагадує Волтеру його власну долю. У міру того, як описані в романі події починають повторюватися в його реальному житті, Волтер, як і Фінгерлінг, потрапляє під дивну владу числа 23, яке він бачить всюди. Зрештою він дійшов переконання, що йому призначено зробити таке ж жахливе вбивство, яке скоїв Фінгерлінг. Намагаючись розгадати таємницю числа, Волтер приходить до могили якоїсь Лори Толлінс. Священик повідомляє йому, що могила Лори Толлінз, безвісти зниклою, коли їй було 23 роки, насправді пуста, а тіло не знайдено. Повернувшись додому, Волтер розповідає стурбованим дружині і синові свою версію того, хто і з якою метою написав книгу. Він стверджує, що книга є таємним визнанням Кайла Фінча — вбивці Лори, який перебуває у в'язниці ось вже 15 років. Волтер відвідує його в тюрмі, щоб дізнатися, для чого він написав книгу, і в чому сенс числа 23, але доходить висновку, що Фінч чи не її автор і що він не винен у вбивстві. В цей час син Волтера знаходить в кінці книги прихований поштову адресу. Волтер разом з родиною вирішує відправити автору посилки, щоб потім вистежити його на пошті при їх отриманні. Одержувачем виявляється старий, який при зустрічі з ними поводиться дивно і намагається врятуватися втечею. Наздогнавши старого, Волтер вимагає від нього відповідей, але той перерізає собі горло. Агата залишається з вмираючим старим, просячи Волтера відвезти сина додому. Старий перед смертю каже Агаті про клініку доктора Натаніела, де він сам був доктором, і де вона зможе отримати відповіді. Повернувшись додому, Волтер і його син Робін розшифровують послання, закладене в книзі, і відправляються в парк Казанова, щоб знайти в ньому «Сходинки на Небеса». Знайшовши потрібне місце, вони викопують людський скелет. Але поки вони їздили за поліцією, скелет пропадає.
Повернувшись вранці додому, вони зустрічають Агату. Побачивши її руки в багнюці, Волтер розуміє, що це вона сховала скелет. Він звинувачує її в тому, що вона є вбивцею і автором книги. Агата каже йому, що автором роману «Число 23» є сам Волтер, і показує йому чорнову копію роману з його підписом, а також інші речі Волтера, знайдені нею в клініці доктора Натаніела. Волтер впадає в стан шоку і біжить з дому в номер 23 місцевого готелю, який незадовго перед цим знімав. Там за шпалерами він виявляє останню, 23-у главу роману, відсутню в книзі. Прочитавши її, він згадує своє минуле. Він розуміє, що Лора Толлінз була 15 років тому його дівчиною, яку він сильно любив, але, після того як вона покинула його і пішла до Кайла Фінча, він убив її ножем, а тіло закопав у парку Казанова. Кайла Фінча, який прийшов до неї після вбивства і доторкнувшись до ножа, звинуватили у злочині і посадили до в'язниці. Сховавшись Волтер почав сходити з розуму через те, що його переслідує, число 23. Він бачив його скрізь з моменту самогубства свого батька, свідком якого став в дитинстві. Той залишив це число у своїй передсмертній записці. Перебуваючи в номері готелю, Волтер написав книгу «Число 23», де в образі Фінгерлінга і його життя описав свою долю. Після закінчення книги він вчинив спробу самогубства, викинувшись з вікна. Сильна травма голови не привела до смерті, але дозволила забути про ті нещастя, які з ним стались. Його помістили в клініку доктора Натаніела, де він пройшов лікування і пізніше виписався. Після цього він зустрів Агату і зажив нормальним життям, не пам'ятаючи про минуле. Рукопис же книги «Число 23» привласнив і видав один з лікарів клініки, той самий старий. Прочитавши книгу, він сам зійшов з розуму.
Відновивши пам'ять, Волтер приходить в жах від усвідомлення того, що він убивця. Він розуміє, що книга знайшла його через 13 років, щоб віддати йому по заслугах. Він боїться вчинити нові злочини, але його дружина Агата дає зрозуміти йому, що він вже не той Волтер, який убив дівчину і написав «Число 23», а нова людина, у якого є сім'я і дім. Волтеру вдається пережити шок. Він возз'єднується з сім'єю, після чого йде в поліцію і зізнається в скоєному злочині, щоб зняти звинувачення з невинної людини.